# Урсула Пфальц-Вельденц-Лютцельштейн
Урсула Пфальц-Вельденц-Лютцельштайн (*24 лютого 1572, Лотерекен, Пфальц — 5 березня 1635, Нюртінген) — дочка пфальцграфа Георга Йоганна I Пфальц-Вельденського, а згодом герцогині Урсули Вюртемберзької.

## Життєпис
Урсула була четвертою дитиною графа Пфальца Георга Йоганна I Пфальц-Вельденського та його дружини Анни Марії Вази зі Швеції. Їй було лише тринадцять, коли герцог Людвіг Вюртемберзький одружився з нею вдруге. Шлюб залишився бездітним. Коли 28 серпня 1593 року помер 39-річний Людвіг, герцогиня Урсула переїхала на вдовину власність до Нюртінгену. На той момент їй був лише 21 рік. Урсула до кінця життя оплакувала втрату чоловіка, через що не вийшла заміж повторно.
Герцогиня прожила в замку Нюртінген 42 роки. Її життя в Нюртінгені було характерним і наповнене милосердям і турботою. Зокрема, вона піклувалася про бідних і хворих і не в останню чергу про багатьох інвалідів війни, які боялися за своє мізерне існування.
Після битви під Нордлінгеном у 1634 році «імперські народи» також напали на Нюртінген. Вдовствуючій герцогині іноді доводилося тікати в Есслінген. Трохи пізніше вона померла виснаженою від наслідків війни у своєму пограбованому замку в Нюртінгені. На 5-й день 16 січня 1636 року її поховали в хорі колегіальної церкви в Тюбінгені.